# Plumularia goodei
Plumularia goodei is een hydroïdpoliep uit de familie Plumulariidae. De poliep komt uit het geslacht Plumularia. Plumularia goodei werd in 1900 voor het eerst wetenschappelijk beschreven door Nutting. 